# Anne von Perusse d’Escars

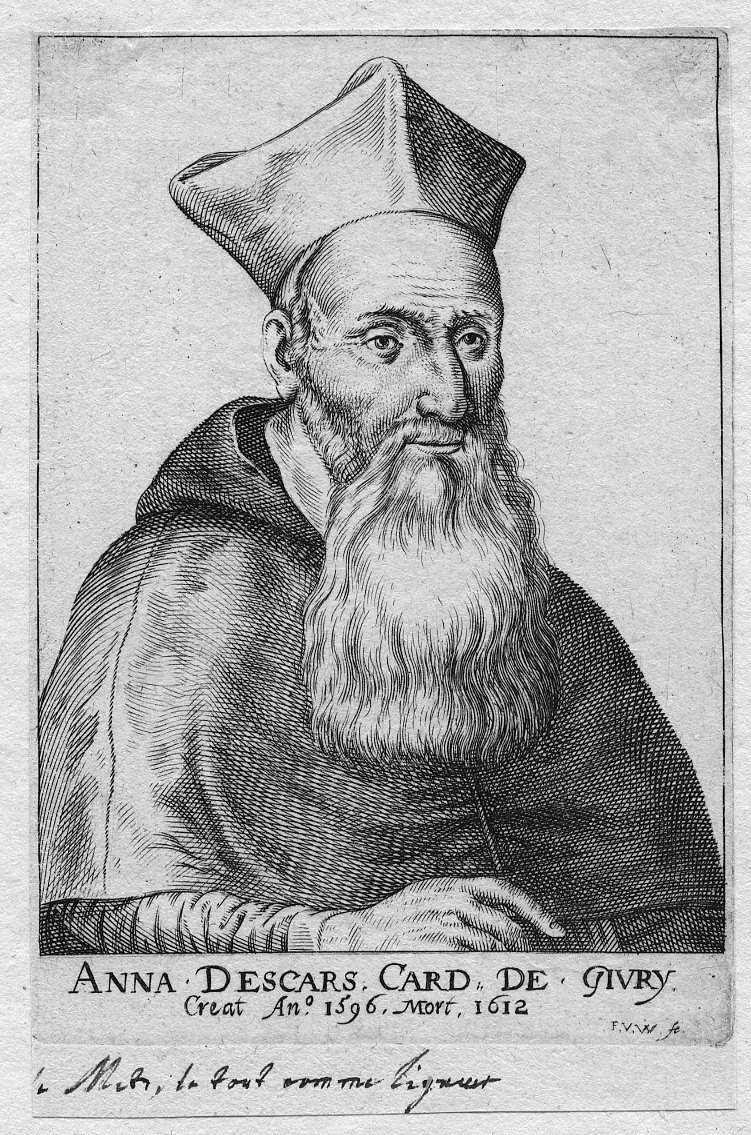
Anne Kardinal d 'Escars de Givry (Porträtstich, 17. Jhd.)

Anne de Perusse d’Escars de Givry OSB (* 29. März 1546 in Paris; † 19. April 1612 in Vic-sur-Seille) war Kardinal und Bischof von Metz.
Er war der Sohn von Jacques de Pérusse, Seigneur d’Escars, und seiner zweiten Frau, Françoise de Longwy, dame de Givry, (Haus Chaussin).

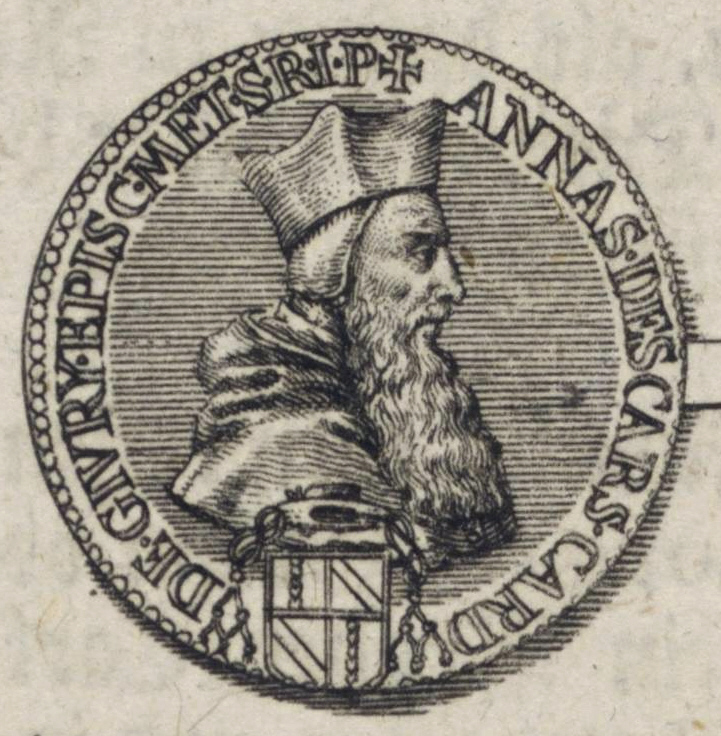
Anne d’Escars (Radierung der Rectoseite einer Gedenkmünze)
ANNAS DESCARS CARDinalis DE GIVRY EPISCopus METensis Sacri Romani Imperii Princeps (17. Jhd.)

Nach seiner Studienzeit trat er in die Benediktinerabtei von Saint Bénigne in Dijon ein. Er wurde in den Abteien von Dijon, Barbery, Molesme, Poultières und Champagne im Bistum Le Mans zum Abt gewählt.
In den Religionskriegen war er ein Anhänger Henris I. de Lorraine.
Am 1. Oktober 1584 wurde er zum Bischof von Lisieux ernannt und am 1. Mai 1585 geweiht. Da die Diözese stark von den Religionskriegen betroffen war, hielt er sich längere Zeit in Rom auf. Papst Clemens VIII. erhob ihn 1596 zum Kardinal und übertrug ihm die Titelkirche Santa Susanna. Obwohl König Heinrich IV. mit der Kardinalserhebung eines Anhängers der Guise nicht einverstanden war, schätzte er Perusse dennoch hoch ein.
Am 17. März 1599 trat er von seinem Bischofsamt zurück, wurde aber am 3. März 1603 zum Koadjutor mit dem Recht der Nachfolge als Bischof von Langres gewählt. Das Amt hatte sein älterer Bruder Charles d’Escars de Pérusse inne. Am 23. Mai 1608 wurde er dann zum Bischof von Metz gewählt, dessen Amt er am 10. September des Jahres antrat. Er starb am 19. April 1612 in der Burg Vic-sur-Seille an der Mosel und liegt in der Kathedrale von Metz begraben.